# Emoia schmidti
Emoia schmidti este o specie de șopârle din genul Emoia, familia Scincidae, descrisă de Brown 1953. Conform Catalogue of Life specia Emoia schmidti nu are subspecii cunoscute.